# Giovanni Maria Olgiati
Pour les articles homonymes, voir Olgiati.
Giovanni Maria Olgiati est un architecte et ingénieur italien.

## Biographie
Giovanni Maria Olgiati naît à Milan vers 1494. Il travaille au cours de la première moitié du XVIe siècle comme ingénieur militaire pour le duché de Milan et différents états de la péninsule italienne. En 1553, à la demande de Marie de Hongrie, gouvernante des Pays-Bas, Charles Quint ordonne à celui-ci d'effectuer un tour d'inspection des fortifications des Pays-Bas pour en proposer des améliorations, il effectue ce tour d'inspection cette même année 1553 en partenariat avec un ingénieur local, Sébastien van Noyen pour retourner à Milan à la fin de l'année. Il meurt dans cette même ville en 1557.

## Réalisation
Par ordre alphabétique par localité ou nom
- fort de Gavi ;
- plans d'amélioration des places des Pays-Bas, lors de sa tournée d'inspection en 1553, en partenariat avec Sébastien van Noyen[2].